# 暴动越狱罪
暴动越狱罪是中华人民共和国的一项可足以判处死刑的罪名，是指在押罪犯有组织地使用暴力，公然越狱逃跑的行为。

## 刑法规定
根据《中华人民共和国刑法》第317条，暴动越狱或者聚众持械劫狱的首要分子和积极参加的，处10年以上有期徒刑或者无期徒刑；情节特别严重的，处死刑；其他参加的，处3年以上10年以下有期徒刑。根据《监狱法》第59条，服刑期间故意犯罪，从重处罚。